# Уилям Дийл
Уилям Дийл (на английски: William Diehl) е американски фотожурналист и писател, автор на трилъри и криминални романи.

## Биография
Уилям Дийл е роден на 4 декември 1924 г. в Куинс, Ню Йорк, САЩ. Още съвсем млад взема участие във Втората световна война и има 29 полета с бомбардировач над Европа.
Завръща се в Щатите, дипломира се в Университета в Мисури и започва работа като репортер, занимаващ се с криминалните престъпления във вестник „Атланта Конститюшън“. Напуска шест години по-късно, за да продължи кариерата си като фотожурналист и фоторепортер на свободна практика, без да изоставя перото.
По-късно става редактор на награденото списание „Атланта“, пише очерци и сам обезпечава снимковия материал за тях (като например очерка за федералния затвор в Атланта, където прекарва доброволно пет дни, за да добие по-ярка представа за обстановката).
Дийл умира от аневризма на аортата на 24 ноември 2006 г. в университетската болница в Атланта, Джорджия. По времето на смъртта си, той е бил жител на Уудсток и работел по десетия си роман.

## Творчество
Вече петдесет годишен и постигнал успехи във фотографията, Дийл решава, че не е обърнал достатъчно внимание на зова на сърцето си. Денят след петдесетия си рожден ден той започва първата си творба – Машината на Шарки, по-късно превърнала се във филм под режисурата на Бърт Рейнолдс. По-късно Дийл завършва още осем романа, включително Първичен Страх, превърнал се в едноименен филм с участието на Ричард Гиър и Едуард Нортън.
Дийл не е от онези писатели експериментатори, които отварят нови хоризонти за събратята писатели на трилъри, но разработва с великолепно умение традиционните теми.

### Самостоятелни романи
- Машината на Шарки, Sharky's Machine (1978)
- Хамелеон, Chameleon (1981)
- Хулигани, Hooligans (1984)
- Тай Хорс, Thai Horse (1987)
- 27, The Hunt (1990)
- Еврика, Eureka (2002)
- Седем начина да умреш, Seven Ways to Die (2012) – романът е завършен от Кен Атчити

### Серия „Мартин Вейл“ (Martin Vail) – сАарон Стамплер
1. Първичен Страх, Primal Fear (1992)
2. Спектакълът на Злото, Show of Evil (1995)
3. Владетелят на Ада, Reign in Hell (1997)

### Екранизации
- 1981 Sharky's Machine – по романа, актьор като Пърси
- 1996 Primal Fear – по романа
- 2002 Baby of the Family – актьор, като мъжът от джубокса